# Edifici al carrer Sant Antoni, 29 (Ginestar)
LEdifici al carrer Sant Antoni, 29 és una obra eclèctica de Ginestar (Ribera d'Ebre) protegida com a Bé Cultural d'Interès Local.

## Descripció
Gran casalici situat en una parcel·la de secció quadrangular delimitada pels carrers de Sant Antoni i de Carme Vidal, dins del nucli antic del municipi. L'edifici està configurat a partir de la unió de quatre volums asimètrics que compten amb una distribució de quatre nivells. La façana principal, oberta a sud, presenta el parament arrebossat i pintat d'una tonalitat beix, a diferència dels guardapols de les obertures que empren una tonalitat marronosa.
La façana està dividida en dues seccions, la dreta, més ampla i seguint una composició de tres eixos vertical; i l'esquerra, amb una composició de dos eixos vertical. A l'eix central del tram dret, hi ha el portal, d'arc deprimit còncau, amb una porta emplafonada i a l'anglesa de dos batents. Aquesta portalada, destaca per la majestuositat que li aporta tot un emmarcament de carreus ben escairats i, per damunt del bastiment, a manera de clau de volta, la decoració d'un escut i una orla adornada, a banda i banda, per dues cartel·les. Al seu torn, aquesta queda flanquejada per dues finestres d'arc de llinda i graellades, decorades amb un guardapols coronat amb un arc de punta de llança. Damunt d'aquestes finestres, s'hi obren dos balcons de barrots, d'arc a nivell i delimitats amb un guardapols de línies senzilles. El segon pis, té tres balcons de la mateixa tipologia que els del primer nivell però més grans i amb el guardapols de línies més corbes. El balcó de l'extrem dret, queda flanquejat per dues finestres cegues, d'arc de llinda i amb el mateix guardapols que els balcons.
El darrer nivell, compta amb tres obertures geminades, d'arc a nivell, emprades com a balcó d'ampit. Així mateix, seguint la tipologia del nivell de sota, l'obertura de la dreta queda delimitada per dues finestres cegues, d'arc de llinda i en conjunt, també presenten guardapols de línies senzilles. Pel que fa al tram esquerre, delimitat visualment per faixes, compta amb una porta d'accés d'arc escarser i emmarcament de maó a sardinell. Aquesta, a més a més, està flanquejada per dues finestres d'arc escarser, de petites dimensions, i una altra finestra d'arc de llinda, pràcticament a tocar de la línia d'imposta. El segon pis compta amb dos balcons de barrots, d'arc a nivell i guardapols de línies senzilles. El darrer pis, presenta una finestra i dos balcons d'àmpit, en conjunt seguint l'estil de les obertures del nivell que les precedeix. El coronament de tota la façana està delimitat per una balustrada d'obra i, al seu darrere, hi ha la coberta, de teula àrab i amb una inclinació de dos aiguavessos amb el carener paral·lel a la façana principal.